# D'ansita-(Mn)
La d'ansita-(Mn) és un mineral de la classe dels sulfats, que pertany al grup de la d'ansita. Rep el nom per la seva relació amb la d'ansita i el contingut en manganès.

## Característiques
La d'ansita-(Mn) és un sulfat de fórmula química Na₂₁Mn²⁺(SO₄)₁₀Cl₃. Va ser aprovada com a espècie vàlida per l'Associació Mineralògica Internacional l'any 2011. Cristal·litza en el sistema isomètric.

## Formació i jaciments
Va ser descoberta al complex Somma-Vesuvi, a la província de Nàpols (Campània, Itàlia). També ha estat descrita a la mina Blue Lizard, situada al Red Canyon del comtat de San Juan (Utah, Estats Units). Aquests dos indrets són els únics de tot el planeta on ha estat descrita aquesta espècie mineral.